# Eckbolsheim
Eckbolsheim – miejscowość i gmina we Francji, w regionie Grand Est, w departamencie Dolny Ren.
Według danych na rok 1990 gminę zamieszkiwały 5253 osoby, 984 os./km².